# Pico de Aneto
Pico de Aneto je najvišja gora Pirenejev ter tretja najvišja gora v Španiji s 3404 m višine. Stoji v španski provinci Huesca, najsevernejši izmed vseh treh aragonskih provinc, 6,4 km južno od francosko-španske meje. Je najjužnejši del masiva Maladeta. V francoščini je še vedno lokalno znan kot Pic de Néthou, to ime in njegove različice pa so bile v splošni uporabi do začetka 20. stoletja.
Aneto leži v naravnem parku Posets-Maladeta, v občini Benasque, provinca Huesca, avtonomna skupnost Aragonija, Španija. Sestavljen je iz paleozojskih kamnin granitne narave in mezozojskih materialov. Na njegovi severni strani je največji ledenik v Pirenejih, ki je leta 2005 obsegal 79,6 hektarja; hitro se zmanjšuje zaradi višjih poletnih temperatur in zmanjševanja zimskih padavin v 20. stoletju - leta 1981 je obsegal 106,7 ha, v 19. stoletju pa več kot 200 ha. Ocenjujejo, da je v zadnjih 100 letih izgubil več kot polovico svoje površine in da bo lahko izginil okoli leta 2050.

## Toponim
Sprva gora sploh ni imela imena. Obstajajo znaki, da so jo pastirji in lovci iz južnih dolin imenovali Malheta ali Malahita ali Punta. Prvi kulturni popotnik, ki jo je videl iz prelaza Benasquea, Louis Ramond de Carbonnières, je leta 1787 preprosto opisal njeno podobo kot ledeno iglo.
Najvišja točka Pirenejev je na koncu nasledila ime vasi na njeni jugovzhodni strani: Aneto. Francozi so, ko so slišali argonsko izgovorjavo Aneto, obdržali zadnja dva jasno poudarjena fonetična zloga, ne in tu, pri čemer so ignorirali prvi zlog a. Na podlagi take ustne transkripcije je nastalo francosko ime Netou skupaj z več zgodovinskimi različicami: Nelto, Nettou, Anetthou, Annetton, Anelthou, Nethom ali Aréthon, ki so jih uporabljali različni kartografi. Čeprav je vrh in pobočje v celoti na španskem ozemlju, so bile prve obsežne študije Pirenejev iz 19. stoletja - in edine v naslednjih 100 letih - francoske - začenši z zelo natančno študijo Jeana Daniela Françoisa Schraderja (1844-1924) leta 1874. Torej so bila ta imena toponimi, ki so jih takrat uporabljali. Za uveljavitev imena Aneto kot uradni toponim je bilo potrebno znano delo Émila Belloca o Pirenejih (zlasti o hidrologiji, glaciologiji in etimologiji); to ime je dosledno uporabljal že leta 1898.

## Zgodovina
Približno 2 km stran, na njegovem severozahodnem obrobju, leži vrh Maladeta, ki je, čeprav ni med petimi najvišjimi vrhovi v okolju, dal ime celotnemu masivu. Pozneje je vzbudil največ zanimanja plezalcev, zlasti v zgodnjem 18. stoletju. V glavnem je šlo za stališče, da je že od naravnega vhoda v dolino ali iz Francije ta vrh v ospredju, greben pa skriva resnični obseg vzhodnega soseda, višjega in z večjimi ledeniki. Šele ko je leta 1817 Friedrich von Parrot dosegel vrh Maladete, je prišel do spoznanja, da so tako Aneto kot tudi njegovi sosedje Pico del Medio, Punta Astorg, Pico Maldito in la Aguja Schmidt Endell višji. Do takrat je za najvišjega veljal Monte Perdido. Osvojitev najvišje točke Pirenejev pa ni bila izvedena, saj je gora dobila slab sloves po več ledeniških nesrečah, nekaj usodnih. Zlasti s smrtjo Luchona Barraua, ki je veljal za vodilnega strokovnjaka tega območja. Padel je v ledeniško razpoko na Maladeti. To je povzročilo pravi šok in domačini, ki so se že tako ali tako bali podati na ledenik, so se gore resnično prestrašili in jo ocenili kot prekleto. 

## Geografija
Pico de Aneto se dvigne 3404 metrov visoko v središču Pirenejev. V celoti leži v Španiji, južno od glavnega grebena Pirenejev in meje med Francijo in Španijo. Vrh leži na severovzhodu province Huesca nad mestecem Benasque.
Aneto zavzema vzhodni konec masiva Maladeta, ki ga sestavlja predvsem 6 km dolg greben, ki poteka od severozahoda do jugovzhoda na višini več kot 3000 m. Greben povezuje Aneto proti vzhodu z vidnejšim vrhom Maladeta, naprej proti zahodu pa so vrhovi Coronas in Pico Maldito, ki skupaj z grebenom Portillonov daje masivu značilno podobo.
Čeprav v dolini proti severu izvira reka Ésera, ki teče proti zahodu in nato proti jugu, severna pobočja Aneta in ledenik odtečeta v vrtačo na Plan de Aigualluts in tečeta pod zemljo proti vzhodu, kjer se voda dvigne na površje, odteče v dolino Aran (Val d'Aran) in reko Garono, ki teče proti severu v Franciji in se izliva v Atlantski ocean. Vode zahodne in južne strani se izlivajo v jezeri Coronas in Llosas, preden ločeno odtečeta v reko Ballibierna, ki se izliva v Esero, nato Cinco, preden se pridruži Ebru in se izliva v Sredozemlje. Čeprav Aneto ne leži na glavnem grebenu Pirenejev, leži na razvodju med Atlantikom in Sredozemljem.

## Ledeniki
Ta gmota vrhov, vsi izrazito alpski, so kraj nekdaj največjih ledenikov v Pirenejih, ki so se raztezali do ustja Congosto Ventamillo z nekaj sto metrov debelim ledom. Danes je globalno segrevanje zmanjšalo velikansko maso na enajst ledenikov, ki imajo skupno le tristo hektarjev. Nihče ne ve zagotovo, kdaj se je začel postopek taljenja, vendar se je kljub rahlemu napredku v 1950-ih letih zdaj taljenje pospešilo in pričakovati je, da bi lahko Anetov permafrost in pirenejski ledeniki izginili okoli 21. stoletja. Masiv Aneto-Maladeta vzdržuje skupno 286 hektarjev, kar predstavlja več kot polovico vseh ledenikov v Španiji - vsi so v Pirenejih.
Na pobočju gore so trije ledeniki: najstarejši, ledenik Aneto na severni strani, Barrancos vzdolž Las Tempestades na severovzhodni strani in ledenik Coronas ali Coronadu na južni strani.
Preostalih ni več mogoče resnično opredeliti kot prave ledenike, saj se ne obnašajo kot taki. Med temi so ledeniki Cregüella, Alba in Salenques, ki so se v veliki meri stopili. Še vedno jih obravnavajo kot snežna polja, saj jih je njihovo preteklo ledeniško stanje ohranilo do danes in pričakovano naj bi ohranili svoje ledeno srce še desetletja.

## Vzponi
Vzpon na goro običajno poteka iz Zavetišča Renclusa (2140 m). Od tam gre pot po najdaljšem delu ledenika, ki sega proti severu vrha. Vrh brani kratek skalnat prehod, imenovan Mohamedov most. To je ozek greben velikih, stabilnih blokov, z izpostavljenim prepadom na obeh straneh. Na vrhu je impresiven križ in razgled na s snegom pokrit masiv Maladeta severozahodno in regijo Alto Aragon na jugu.
Običajni vzpon je zelo lahek, čeprav dolg (12-ur) alpski vzpon. Vsako leto ga opravi veliko ljudi, tudi mnogi z malo ali nič izkušenj z alpinizmom ali hojo na višini. Številni pohodniki, ki se vsako leto povzpnejo na Aneto, pomembno prispevajo k lokalnemu gospodarstvu. Velika večina, ki ostane v zatočišču Renclusa, je tam izključno zaradi vzpona na Aneto. Številni sosednji vrhovi, kamor so morda vzponi še lepši, so bolj osamljeni.

### Prvi pristop
18. julija 1842 je Platon Čihačev (Чихачёв), nekdanji ruski častnik, ki je počitnikoval v Luchonu, odšel iz Bagnères-de-Luchona v spremstvu vodnikov Pierra Sanio de Luz, Luchonnaisa Bernarda Arrazauja in Pierra Redonneta. V odpravi sta bila tudi norveški botanik Albert de Franqueville in njegov vodnik Jean Sors. Na pot so se podali iz Hospice de France, prešli prelaz Benasque, nato pa prenočili v zavetišču La Renclusa, preprosti konstrukciji iz suhih skal, ki je zdaj veliko gorsko zavetišče.
Naslednji dan so prečkali proti prelazu Alba in se izgubili na južnem pobočju okoli jezera Gregueña. Pozno zvečer so se z zadnjimi močmi zatekli v kočo v bližini doline Vallibierna.
Ko je naslednje jutro sonce vzšlo, se je skupina odpravila na prelaz Coroné. Kljub strahu pred ledeniškimi razpokami so se odločili, da se bodo po ledeniku približali vrhu. Po plezanju po grebenu, širokem le nekaj metrov (Albert de Franqueville ga je imenoval Mohamedov most, po legendi, ki pravi, da je vhod v raj tako ozek kot rezilo scimitarja, katerega prehodijo samo pravični), so dosegli vrh 20. julija 1842, kjer so zgradili možica in pustili steklenico z imeni plezalcev. Čihačev je želel po bolj direktni poti nazaj čez ledenik, a so se spremljevalci uprli in je moral popustiti. Štiri dni pozneje je z drugo skupino opravil drugi vzpon, pri čemer sledil poti, kjer so se mu prvi spremljevalci uprli. Ob prečkanju Portillona se je glede na razpoke, ki so bile na ledeniku, začel nemir, a so na koncu, potem ko so se vsi privezali na veliko vrv, prestopili brezno in Mohamedov most je bil drugič poražen.
Nato so se vzponi na Aneto in tudi druge vrhove Pirenejev hitro širili. V Franciji je vzpon nanj postal odlična klasika in vsak spomladanski turist v Bagneres de Luchonu ga je moral poskusiti. Henry Spont je napisal knjigo o tej izkušnji, s preprostim naslovom Le Néthou, v kateri je opisal pot, urnik in priporočeno opremo.

### Prvi zimski vzpon
Prvi zimski vzpon na goro so 1. marca 1878 opravili Roger de Monts, B. Courrèges ter B. in V. Paget

## Rastlinstvo
Edinstvenost masiva in njegova privlačnost sta privedla do opustitve kmetijskih dejavnosti, ki jo je nadomestil turizem. Rastlinstvo okolja je zato brezhibno ohranjeno, zlasti na pobočjih in masivih, kjer gozdovi ostajajo v svojem primarnem stanju.

### Alpinski pas
Ta plast, ki sega do 3404 metrov nadmorske višine, je tista, ki predstavlja največje težave za razvoj življenja. Ostre vremenske razmere, ki jih morajo rastline zdržati na vrhu vrhov in grebenov, zahtevajo izredno odpornost. Obstajajo številni dejavniki, kot so močno osončenje, nizke temperature in kratka rastna sezona, ob snegu večino leta.
Popolnoma brez lesnate vegetacije ga kolonizira več kot 100 rastlinskih vrst, vključno z lišaji, mahovi, sukulentami in mikroskopskimi algami. Med prisotnimi rastlinskimi vrstami sta jegličevka Androsace Vandelli, ki jo najdemo na 2800 metrih in lepnica Silene acaulis. 20 % teh vrst je endemičnih za Pireneje.

## Meja zračnega prometa
Letalsko križišče, imenovano ANETO, obstaja zelo blizu same gore, točno na meji Francije in Španije. Za pilote, ki prečkajo Pireneje, to križišče označuje mejo med zračnim prostorom Bordeauxa in Barcelone.